# Xiphidiopsis excavata
Xiphidiopsis excavata är en insektsart som beskrevs av Wei Ying Hsia och Honglei Liu 1993. Xiphidiopsis excavata ingår i släktet Xiphidiopsis och familjen vårtbitare. Inga underarter finns listade i Catalogue of Life.